# Pachnobia constricta
Pachnobia constricta là một loài bướm đêm trong họ Noctuidae.